# Eduardo Manzanos Brochero
Eduardo Manzanos Brochero (Madrid, 10 novembre 1919 – Madrid, 16 settembre 1987) è stato uno sceneggiatore e produttore cinematografico spagnolo.

## Biografia
Manzanos lavora inizialmente nel mondo del teatro, collaborando con lo scrittore José García Nieto. Successivamente, fonda una casa di produzione cinematografica, la Unión Films. Fra i lungometraggi che ha sostenuto si ricorda Cómicos di Juan Antonio Bardem e Gli zitelloni di Giorgio Bianchi. È proprio durante la lavorazione di questa pellicola che conosce María Luz Galicia, sua futura consorte.
Durante gli anni sessanta, Brochero scrive numerosi copioni di spaghetti western (fra i tanti titoli, Django killer per onore, Ringo, il volto della vendetta e 7 pistole per un massacro). Produce anche alcuni film diretti da Fernando Cerchio.
Ha redatto le storie di Satanik e Il marchio di Kriminal, tratti dai fumetti italiani omonimi.
A partire dagli anni settanta, Manzanos cura i copioni di due gialli: Lo strano vizio della signora Wardh e La coda dello scorpione.

## Filmografia

### Sceneggiatore
- Django killer per onore (El proscrito del río Colorado), regia di Maury Dexter (1965) (anche produttore)
- Ringo, il volto della vendetta (Los cuatro salvajes), regia di Mario Caiano (1966)
- 7 pistole per un massacro, regia di Mario Caiano (1967)
- Mister X, regia di Piero Vivarelli (1967)
- Caccia ai violenti, regia di Nino Scolaro (1968)
- Satanik, regia di Piero Vivarelli (1968) (anche produttore)
- Il marchio di Kriminal, regia di Fernando Cerchio (1967)
- Un uomo chiamato Apocalisse Joe, regia di Leopoldo Savona (1970)
- Una nuvola di polvere... un grido di morte... arriva Sartana, regia di Giuliano Carnimeo (1970) (anche produttore)
- Matalo!, regia di Cesare Canevari (1970) (anche produttore)
- La coda dello scorpione, regia di Sergio Martino (1971)
- Lo strano vizio della signora Wardh, regia di Sergio Martino (1971)
- Le due orfanelle, regia di Leopoldo Savona (1976)

### Produttore
- Cómicos, regia di Juan Antonio Bardem (1954) - non accreditato
- Gli zitelloni, regia di Giorgio Bianchi (1958)
- Il tuo dolce corpo da uccidere, regia di Alfonso Brescia (1970)

### Regista
- Le belle dell'aria, co-regia di Mario Costa (1957)